# Rotoscopio
Il rotoscopio (dall'inglese rotoscope) è una tecnica di animazione per creare un cartone animato, in cui le figure umane risultino realistiche. 
Il disegnatore ricalca le scene a partire da una pellicola filmata in precedenza. 
In origine, le immagini filmate in precedenza venivano proiettate su un pannello di vetro traslucido, dove fungevano da supporto per l'attività di disegno. 
Questo congegno è stato attualmente sostituito dal computer.

## Storia

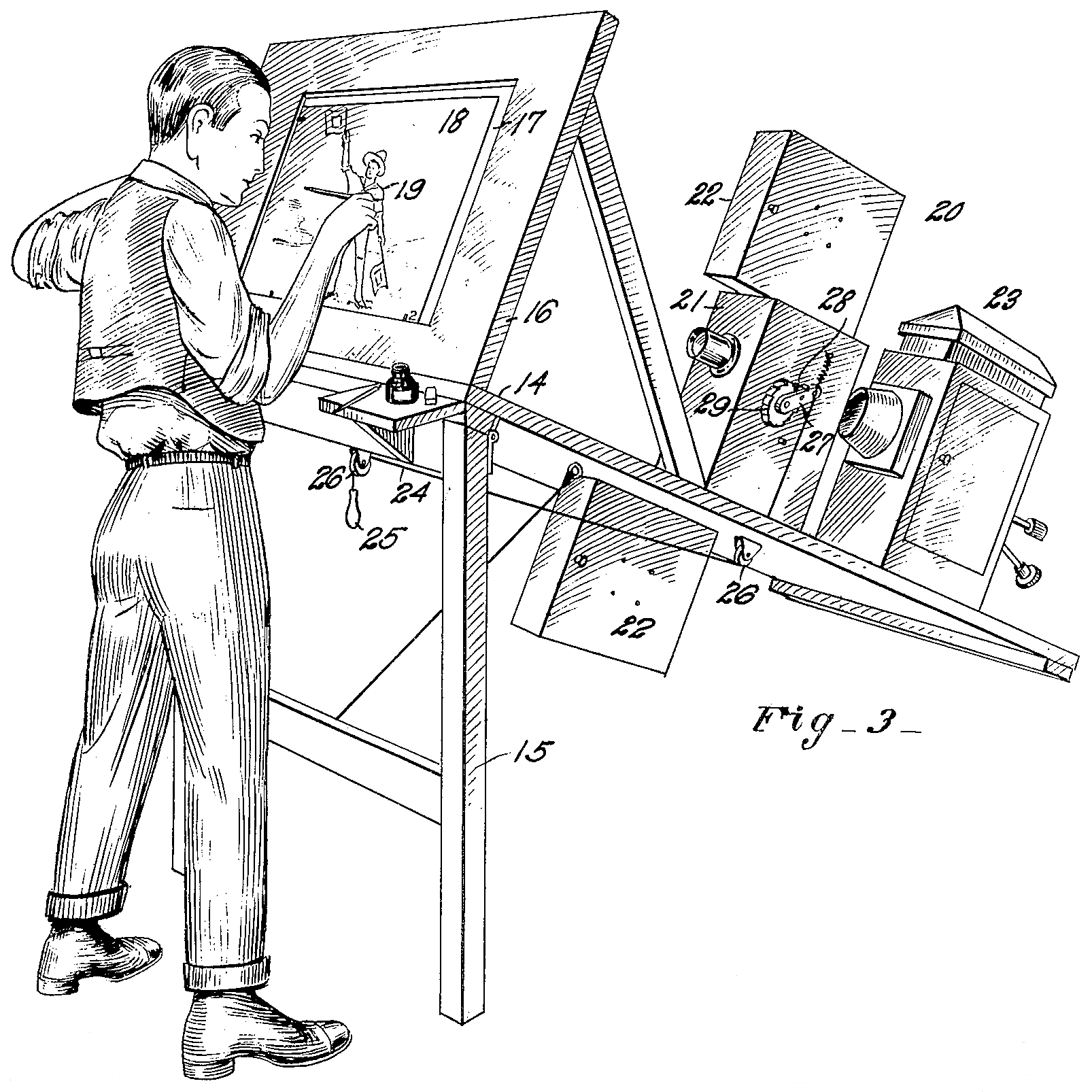
Il disegno tratto dal brevetto dell'originale rotoscope di Max Fleischer. L'artista sta disegnando al tecnigrafo su un supporto trasparente sul quale il proiettore situato a destra sta proiettando un singolo fotogramma

La tecnica fu ideata da Max Fleischer, che la impiegò per la prima volta nella serie Out of the Inkwell (1918-1929), assieme a suo fratello Dave Fleischer che nelle vesti di un clown interpretava il noto personaggio Koko il Clown.
Fleischer impiegò il rotoscopio in numerose sue produzioni, tra cui i tre celebri cartoni di Betty Boop dei primi anni trenta, e  I viaggi di Gulliver.
Walt Disney e i suoi artisti impiegarono questa tecnica in maniera efficace in Biancaneve e i sette nani nel 1937.
In seguito fu impiegata per numerosi altri cartoni Disney, tra cui Cenerentola del 1950. Col passare del tempo, l'animazione Disney assunse connotati più stilizzati (per esempio, La carica dei 101, 1961), e il rotoscopio venne impiegato maggiormente per studiare il movimento umano e animale, piuttosto che per la rappresentazione degli stessi.
Il rotoscopio fu utilizzato per il primo film d'animazione cinese, Tieshan Gongzhu del 1941, che fu pubblicato nonostante le enormi difficoltà incontrate durante la seconda guerra mondiale e la seconda guerra sino-giapponese.
Il rotoscopio è stato utilizzato nel 1981 nel film Heavy Metal.
Anche nell'Unione Sovietica fu impiegato sotto il nome di Éclair, dalla fine degli anni trenta fino agli anni cinquanta. Storicamente fu uno degli strumenti principali del realismo socialista. La maggior parte dei film prodotti erano riadattamenti di racconti popolari, ad esempio The Night Before Christmas (in russo Ночь пе́ред Рождество́м?, Noch pered Rozhdestvom del 1951), o La favola del pesce e del pescatore di Aleksandr Puskin. Soltanto nei primi anni sessanta, dopo il disgelo di Nikita Chruščёv, i disegnatori introdussero questa tecnologia in altre rappresentazioni.
Ralph Bakshi ha impiegato questa tecnica nei suoi film d'animazione Wizards (1977), Il Signore degli Anelli (1978), American Pop (1981), e Fire and Ice - Fuoco e ghiaccio (1983). Durante la produzione di Wizards, la 20th Century Fox negò a Bakshi un ampliamento dei fondi di 50.000 dollari, motivo per cui l'artista decise di testare il rotoscopio per la prima volta (fu la stessa occasione in cui a George Lucas furono negati 3 milioni di dollari per terminare Guerre stellari).
Il rotoscopio è stato utilizzato anche nei video musicali,  dal film d'animazione Yellow submarine dei Beatles in più punti, soprattutto nella scena di Lucy in the Sky with Diamonds,  al video di Take on Me degli A-ha, al film d'animazione Titan A.E. di Don Bluth.
Nel 1989, il programmatore Jordan Mechner della Brøderbund utilizzò questa tecnica per creare i fotogrammi delle animazioni del protagonista del videogioco Prince of Persia. L'innovazione tecnica, accolta nell'ambiente come un enorme passo qualitativo, fu realizzata ricalcando i movimenti del fratello David, opportunamente vestito di vestiti bianchi per assicurare una quanto più possibile fedele ricostruzione dei movimenti.
Nonostante il rotoscopio sia comunemente conosciuto come un mezzo per rendere più realistici film dal budget piuttosto ampio, la casa di produzione americana Filmation, nota per le sue animazioni «a basso costo», ha impiegato pesantemente il rotoscopio per serie di grande successo quali Flash Gordon, Blackstar e He-Man e i dominatori dell'universo.
Car Productions progettò la versione digitale del rotoscopio nel 1994 per lo sviluppo del suo gioco d'avventura The Last Express. Questa versione fu brevettata negli Stati Uniti (n. 6061462) sotto il nome di «Cartoni digitali e processi di animazione». Negli anni novanta Bob Sabiston, un disegnatore ed esperto di informatica presso il Media Lab del MIT, sviluppò una tecnologia di interpolazione con rotoscopio assistita al computer. Il regista Richard Linklater usò proprio questo processo nei suoi film Waking Life e A Scanner Darkly - Un oscuro scrutare.
Inoltre Charles Schwab usò il rotoscopio in una campagna pubblicitaria televisiva del 2005, sotto il nome di Talk to Chuck. Lo stesso look fu dato ai propri lavori da Bob Sabiston.

## Tecnica

Un cartone animato di un cavallo eseguito rotoscopiando le foto da: "19th century photos", di Eadweard Muybridge. Lo stile del cavallo è chiaramente realizzato con licenza artistica.

Quest'altro cavallo è stato rotoscopiato con un disegno molto più realistico; tratto da: Eadweard Muybridge, "Horses and Other Animals in Motion"

Il rotoscopio è stato sempre denigrato da alcuni puristi dell'animazione, ma è stato sempre impiegato molto produttivamente. Quando viene utilizzato solo come uno strumento del disegnatore, quest'ultimo può essere davvero un utile strumento di economia del tempo.
Il rotoscopio può causare piccole imperfezioni rispetto alle sagome originali che cambiano nel tempo. Infatti i singoli tratti, quando disegnati e animati attraverso di esso, sembrano vibrare innaturalmente. La riduzione di quest'effetto spetta direttamente alla capacità del disegnatore di tracciare i contorni, nonostante oramai causare volontariamente questo genere di vibrazioni faccia parte di una caratteristica stilistica, usata alcune volte per enfatizzare la sua stessa surrealità, come nel videoclip degli A-ha Take on Me.
Il rotoscopio è stato spesso impiegato come uno strumento per gli effetti speciali nei film d'azione. Tracciando un oggetto in movimento, il suo contorno e tutto ciò che è al suo interno possono essere facilmenti estratti dal resto della scena, e quindi ricollocati in una diversa scenografia. Tuttavia, di recente, questo impiego è stato soppiantato del tutto dalle tecniche di chroma key.
Lo stesso rotoscopio viene usato per creare una linea guida sulla quale applicare altri effetti speciali. Nella trilogia di Guerre stellari fu utilizzata proprio questa tecnica per poter ottenere la classica incandescenza sulle spade (lightsaber) dei personaggi, che nella realtà sollevavano solo un'asta metallica.
Il termine rotoscoping (abbreviato con roto) si riferisce oramai in maniera più generale a tutto il processo di tracciatura effettuato sulle pellicole digitali, per poter creare delle superfici sulle quali applicare i propri effetti speciali. Questa tecnica è comunque ancora molto utilizzata laddove le tecnologie chroma key non risultano sufficientemente accurate. Il rotoscopio nella produzione digitale viene per lo più impiegato con l'aiuto di software quali Motion Track, Onion Skin o After Effects.